# Deutsche Nordische Skimeisterschaften 1993
Die Deutschen Nordischen Skimeisterschaften 1993 wurden vom 3. bis zum 7. Februar 1993 in Oberwiesenthal ausgetragen. Der Spezialsprunglauf von der Großschanze wurde in Oberhof abgehalten.
Darüber hinaus fanden der 50-km-Skimarathon der Männer, der 30-km-Langlauf der Frauen sowie die Vereinsstaffeln am 27. und 28. März 1993 in Oberstdorf statt.
Bei den Meisterschaftswettkämpfen kam es zu folgenden Endresultaten.

## Damen

### Skilanglauf – 10 km Freistil
| Platz | Name            | Ort        | Zeit        |
| ----- | --------------- | ---------- | ----------- |
| 1     | Sigrid Wille    | Maierhöfen | 29:07,7 min |
| 2     | Anke Schulze    | Willingen  | 29:15,6 min |
| 3     | Claudia Bonsack | Oberhof    | 29:25,6 min |

Datum: ??. Februar

### Skilanglauf – 15 km klassisch
| Platz | Name         | Ort         | Zeit        |
| ----- | ------------ | ----------- | ----------- |
| 1     | Sigrid Wille | Maierhöfen  | 49:50 min   |
| 2     | Heike Wezel  | Klingenthal | 50:12,2 min |
| 3     | Anke Schulze | Willingen   | 51:02,5 min |

Datum: ??. Februar

### Skilanglauf – 30 km Freistil
| Platz | Name         | Ort            | Zeit        |
| ----- | ------------ | -------------- | ----------- |
| 1     | Steffi Kindt | Oberhof        | 1:25:27,4 h |
| 2     | Anke Schulze | Willingen      | 1:25:28,1 h |
| 3     | Ina Kümmel   | Oberwiesenthal | 1:25:33,2 h |

Datum: ??. März

## Männer

### Skilanglauf – 15 km Freistil
| Platz | Name           | Ort            | Zeit        |
| ----- | -------------- | -------------- | ----------- |
| 1     | Janko Neuber   | Oberwiesenthal | 39:03,2 min |
| 2     | Johann Mühlegg | Marktoberdorf  | 39:07,2 min |
| 3     | Holger Bauroth | Hirschau       | 39:36,7 min |

Datum: ??. Februar

### Skilanglauf – 30 km klassisch
| Platz | Name              | Ort          | Zeit        |
| ----- | ----------------- | ------------ | ----------- |
| 1     | Torald Rein       | Altenau      | 1:26:24,4 h |
| 2     | Steffen Pollack   | Oberhof      | 1:28:22,2 h |
| 3     | Sebastian Kleiner | Zella-Mehlis | 1:28:40,2 h |

Datum: ??. Februar

### Skilanglauf – 50 km Freistil
| Platz | Name           | Ort            | Zeit        |
| ----- | -------------- | -------------- | ----------- |
| 1     | Johann Mühlegg | Marktoberdorf  | 2:07:23,8 h |
| 2     | Janko Neuber   | Oberwiesenthal | 2:07:38,3 h |
| 3     | Holger Bauroth | Hirschau       | 2:07:39,2 h |

Datum: ??. März

### Nordische Kombination – Einzel
| Platz | Name            | Ort            | Zeit        |
| ----- | --------------- | -------------- | ----------- |
| 1     | Sven Leonhardt  | Oberwiesenthal | 41:58,0 min |
| 2     | Falko Schwaar   | Klingenthal    | +0:49 min   |
| 3     | Hans-Peter Pohl | Schonach       | +1:06 min   |

Datum: ??. Februar

### Nordische Kombination – Teamsprint
| Platz | Verband             | Sportler                      | Rückstand   |
| ----- | ------------------- | ----------------------------- | ----------- |
| 01    | Sachsen I           | Thomas Abratis Uwe Prenzel    |             |
| 02    | Bayern I            | Roland Schmidt Andreas Bauer  | +1:40,0 min |
| 03    | Nordrhein-Westfalen | Christoph Braun Thorsten Peis | +2:23,0 min |

Datum: ??. Februar

### Skispringen – Normalschanze
| Platz | Sportler         | Ort            | Weite 1 | Weite 2 | Punkte |
| ----- | ---------------- | -------------- | ------- | ------- | ------ |
| 1     | Jens Weißflog    | Oberwiesenthal | 094,0 m | 087,0 m | 227,1  |
| 2     | Ralph Gebstedt   | Oberhof        | 089,0 m | 087,0 m | 225,9  |
| 3     | Gerd Siegmund    | Oberhof        | 085,0 m | 089,5 m | 217,7  |
| 4     | Christof Duffner | Schönwald      | 083,0 m | 090,0 m | 211,8  |
| 5     | Sven Hannawald   | Hinterzarten   | 081,5 m | 089,0 m | 207,8  |

Datum: ??. Februar

### Skispringen – Großschanze
| Platz | Sportler         | Ort            | Weite 1 | Weite 2 | Punkte |
| ----- | ---------------- | -------------- | ------- | ------- | ------ |
| 1     | Dieter Thoma     | Hinterzarten   | 124,0 m | 118,0 m | 233,8  |
| 2     | Christof Duffner | Schönwald      | 124,0 m | 113,0 m | 227,3  |
| 3     | Andreas Scherer  | Rohrhardsberg  | 120,0 m | 116,5 m | 219,3  |
| 4     | Jens Weißflog    | Oberwiesenthal | 118,0 m | 108,0 m | 210,4  |
| 5     | Gerd Siegmund    | Oberhof        | 109,0 m | 110,0 m | 201,1  |

Datum: ??. Februar

### Skispringen – Team
| Platz | Verband             | Sportler                                                          | Gesamtpunkte |
| ----- | ------------------- | ----------------------------------------------------------------- | ------------ |
| 1     | Schwarzwald I       | Dieter Thoma Christof Duffner Sven Hannawald Andreas Scherer      | 828,8        |
| 2     | Schwarzwald I       | Alexander Herr Hans-Peter Pohl Hansjörg Jäkle Jürgen Winterhalder | 770,6        |
| 3     | Nordrhein-Westfalen | Thorsten Peis Christian Winkler Jens Deimel Marc Nölke            | 698,3        |

Datum: ??. Februar